# 克里斯·洛維
克里斯·洛維（Chris Löwe）是一位德國足球運動員。在場上司職左後衛。他現在效力于德乙球隊特雷斯登。

## 外部連結
- Chris Löwe at worldfootball.net
- fussballdaten.de：Chris Löwe之統計數據 （德文）